# Geelbagger
De geelbagger (Sciades parkeri) is een straalvinnige vis uit de familie van christusvissen (Ariidae) die voorkomt in het westen en het zuidwesten van de Atlantische Oceaan en in Zuid-Amerikaanse kustrivieren van Guyana tot Noord-Brazilië, inclusief Suriname. De soort staat op de Rode Lijst van de IUCN met de status near threatened (gevoelig). De naam van de soort werd, als Silurus parkeri, in 1832 door Traill gepubliceerd.
De geelbagger is een zout- en brakwatervis die voorkomt in tropische kustwateren. Het dieet van de vis bestaat hoofdzakelijk uit macrofauna en vis. De geelbagger kan een lengte bereiken van 150 centimeter en kan maximaal 4 jaar oud worden.

## Relatie tot de mens
De geelbagger is voor de visserij van beperkt commercieel belang.